# Xanthophyllum manickamii
Xanthophyllum manickamii är en jungfrulinsväxtart som beskrevs av Murugan. Xanthophyllum manickamii ingår i släktet Xanthophyllum och familjen jungfrulinsväxter. Inga underarter finns listade i Catalogue of Life.